# Primera Galicia
La Primera Futgal (in galiziano: Primeira Futgal) è la settima categoria del sistema di leghe di calcio maschile in Galizia. Costituisce il livello posteriore alla Preferente Galicia. La sua organizzazione è a carico della Federazione calcistica della Galizia. Formata da 6 gruppi, con 18 squadre ognuno, distribuiti da prossimità geografica. Il suo status è Dilettante.

## Denominazioni
- Primera Regional (fino al 2006)
- Primera Autonómica (2006-2016)
- Primera Galicia (dal 2016)
- Primera Futgal (dal 2024)

## Sistema di competizione
Il campionato si articola in cinque gruppi (La Coruña-Ferrol e Pontevedra), ciascuno composto da 18 squadre.
Il sistema di competizione è analogo a quello impiegato nelle altre categorie della Liga. Si disputa annualmente, con inizio previsto tra la fine del mese di agosto e l’inizio di settembre, e si conclude tra i mesi di maggio e giugno dell’anno successivo.
Le squadre di ciascun girone si affrontano tra loro in due occasioni, una in casa e una in trasferta, secondo un calendario stabilito mediante sorteggio prima dell’inizio della competizione. Alla squadra vincitrice di un incontro vengono assegnati tre punti; in caso di sconfitta non si ottiene alcun punto, mentre in caso di pareggio a ciascuna squadra viene attribuito un punto.
Al termine della stagione, le squadre classificate al primo posto di ciascun gruppo ottengono la promozione in Preferente Galicia. I primi classificati dei gruppi 1 e 2 si affrontano tra loro per determinare il campione assoluto. Le squadre che concludono il campionato nelle ultime posizioni retrocedono in Segunda Galicia.
Nel 2021, a causa della pandemia, la Federación Gallega de Fútbol ha introdotto una suddivisione in sottogruppi per alcuni gruppi della Primera Galicia, con una fase iniziale seguita da fasi di promozione e permanenza.
Tuttavia, questa struttura è stata una misura temporanea e la lega è tornata al formato standard con gruppi di 18 squadre.